# Ajdir Gzenaya
Ajdir Gzenaya of Ajdir  (Berbers: ⴰⵊⴷⵉⵔ) is een dorp in Marokko, in het Rifgebergte en ligt tussen de twee steden Taza en Al Hoceima in. Deze plaats Ajdir moet men niet verwarren met de plaats Ajdir die ooit de hoofdstad van de Rif-Republiek was.
De plaats Ajdir nabij Al Hoceima wordt Ajdir N'Hoceima genoemd.
In Ajdir is er een speciale begraafplaats voor de gesneuvelde strijders van de koloniale oorlog tussen de Rif-republiek enerzijds en Frankrijk en Spanje anderzijds (1921-1926).